# Mezoszkopikus fizika
A mezoszkopikus fizika a kondenzált anyagok fizikája, azon belül a szilárdtestfizika egy ága, mely a mikrovilág (~10 nm) és a makrovilág (~1 μm) mérettartományai közé eső méretű anyagok, fizikai összefüggések és jelenségek vizsgálatával foglalkozik. Tárgyai az atomi méretnél nagyobb, de makroszkopikus méretet el nem érő anyagi szerkezetek, például a makromolekulák és a nanoszerkezetek, illetve ezek elektromos és optikai jellemzői.
A mezoszkopikus anyagok a tömbi anyagokhoz hasonlóan sok atomból épülnek fel, így leírásukra gyakran nem, vagy nehezen alkalmazhatók a mikroszkopikus összefüggések (pl. a Schrödinger-egyenlet), viszont bizonyos jellemzőik mégis kvantummechanikai tárgyalásmóddal értelmezhetők.
Gyakori jellemzőjük például a kvantumbezárás, mely olyan esetekben lép fel, ha a vizsgált rendszernek valamely kiterjedése összemérhető a rendszerben fellépő valamely fizikai jelenség egy karakterisztikus méretével.

## Tárgya
Az atomi méretű rendszerek kvantummechanikai leírása illetve a makroszkopikus rendszerek viselkedését jól közelítő klasszikus mechanika között új átmeneti szakterületként jött létre a mezoszkopikus fizika. Megnevezése (latin mezo=köztes, középső) a köztes méretű rendszerek természetének tárgyalására utal.
Egyes makroszkopikus jellemzők a vizsgált rendszer lefelé skálázásakor alapvetően megváltoznak, egy adott anyag kisméretű szerkezete bizonyos jellemzőit tekintve nagymértékben különbözhet ugyanezen anyag tömbi formájának jellemzőitől. Például a hétköznapi méretekben értelmezett vezetőképesség klasszikusan leírható olyan anyagjellemzőként, mely egy adott vezető esetén a keresztmetszeti felülettel egyenesen, a vezető hosszával fordítottan arányos, azaz {\displaystyle G=\sigma A/\ell }, ahol G a vezetőképesség, {\displaystyle \sigma } a vezetőre jellemző vezetőképességi állandó, A a felület, {\displaystyle \ell } pedig a vezető hossza. Ha a vezető mérete olyan kicsi, hogy {\displaystyle \ell } összemérhető a vezető elektronok anyagbeli hullámhosszával, a fenti egyszerű modell már nem írja le a tapasztalatot. Ilyen méretek esetén helyére kvantummechanikára alapozott modell kerül, mely képes leírni azt a tapasztalatot, hogy a vezetőképesség változása diszkrét lépésekben lehetséges.
A mezoszkopikus fizika által tárgyalt rendszerek vizsgálatára kísérleti és elméleti módszereket fejlesztettek ki. A nanotechnológiai eljárások segítségével egyes mezoszkopikus rendszerek felépíthetők, így konkrét mérések elvégzésére is lehetőség nyílik. Ilyen rendszerek például egyes nanoszerkezetek, például kvantumpöttyök, nanopálcák és -csövek, stb.
Ezzel párhuzamosan folyik az elméleti kutatás, mely során molekuladinamikai, vagy Monte Carlo-szimulációkkal, egyéb numerikus módszerekkel és számításokkal igyekeznek leírni a rendszerek méretének skálázódásakor fellépő jelenségeket.

## Alapjelenségei

### Kvantumbezárás

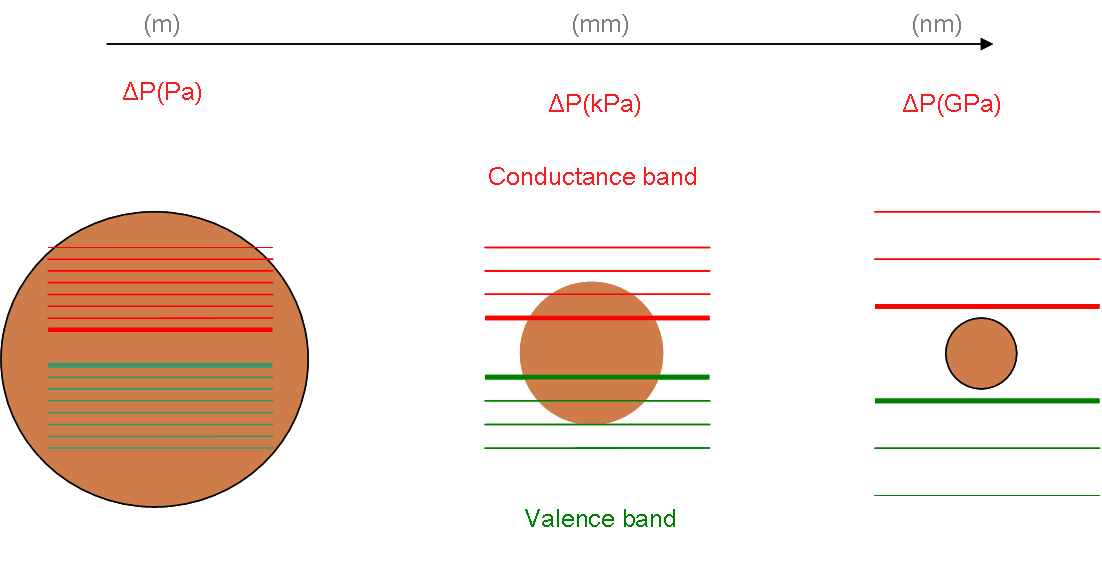
A kvantumbezárás hatására a tömbi energiasáv-szerkezet nanoszerkezetekben sávokra bomlik

A kvantumbezárás jelensége a nanorészecskék igen jellemző tulajdonsága, mely akkor lép fel, ha a vizsgált rendszer valamely mérete összemérhető a benne levő valamely részecske de Broglie-hullámhosszával. A kvantumbezárás hatására az anyag egyes fizikai jellemzői nagymértékben módosulnak, a tömbi viselkedéstől eltérnek. Ez a nanotechnológia egyik fontos kiindulópontja, részben ez okozza, hogy a nanoszerkezetek különleges tulajdonságokkal bírnak.
Ha egy fizikai rendszer valamelyik kiterjedése igen kicsi, és már összemérhető a benne található valamely elektronok állapotfüggvényének hullámhosszával, akkor érdekes új jelenségek jelennek meg. A kvázi-egydimenziós szerkezetek (például szén nanocsövek) jellemzője a van Hove-szingularitás, mely a sávszerkezetben található sávélek körüli szinguláris állapotsűrűséget jelenti. Egyes ilyen rendszerekben mágneses tár hatására megfigyelhető a kvantált Hall-effektus, a törtszámú Hall-effektus, illetve kvantumoszcillációs jelenségek, például a Shubnikov–de Haas-hatás, illetve a de Haas–van Alphen-hatás.
Egyes rendszerekben a bezárás hatására a vezetőképesség kvantálttá válik, csak diszkrét lépésekben változhat. Bizonyos feltételek mellett szóródásmentesen végbemenő, úgynevezett ballisztikus vezetés is kialakulhat. Ilyen rendszerek viselkedését nem a Drude-modell, illetve az abból származtatható Ohm-törvény írja le, hanem a Landauer-formalizmus. Utóbbi figyelembe veszi azt, hogy a vizsgált vezeték hossza összemérhető, vagy rövidebb, mint a terjedő elektron momentumrelaxációs szabad úthossza.
Mezoszkopikus rendszerekben kétdimenziós elektrongáz is kialakítható. Ez azt jelenti, hogy a rendszer egy kétdimenziós tartománya, jellemzően egy sík határfelület mentén az elektronok szabadon mozoghatnak, azonban a harmadik irány felé (például a felület által határolt anyagi tartományok belseje felé) kvantumbezárás érvényesül. Ekkor emiatt diszkrét energiaszintek alakulnak ki az elektronok számra.

### Mezoszkopikus interferenciajelenségek

A mezoszkopikus rendszerek egy jellemző jelensége a gyenge lokalizáció. Hatására a klasszikus fizika által jósolt fajlagos ellenálláshoz egy pozitív korrekciós tag járul

A modern fizika fontos kísérletei a kétrés-kísérletek, melyekben interferenciajelenségeken keresztül megmutatkozhat az anyag és az elektromágneses sugárzás kettős természete. Ezen kísérletekben azért lépnek fel interferenciajelenségek, mert a két résen át érkező részecskéket reprezentáló hullámok koherens módon és meghatározott fáziskülönbséggel érkeznek az ernyő különböző pontjaira. A koherencia egy fontos feltétele, hogy a vizsgált fotonok szabad úthossza nagyobb legyen, mint a rendszer: ha a rendszerben rugalmatlan szóródás történhetne, a koherencia elveszne, az interferencia jelensége pedig nem lépne fel.
Ehhez hasonló interferenciajelenségek figyelhetők meg egy mezoszkopikus rendszer transzportjellemzőiben. Ugyanis ezen rendszerek méretei egy nagyságrendbe eshetnek a terjedő elektronok fáziskoherencia-hosszával. Ez azt jelenti, hogy az elektron a rendszerben való mozgása során nem szenved olyan szóródást melyben a fázisa véletlenszerűen változna meg, így az elektronokra fáziskoherencia lesz érvényes. Ennek hatására az elektronok transzportja fázisfüggő jelenségeket, interferenciajelenségeket fog mutatni.
A jelenség például megfigyelhető nanoáramkörökben, ahol egyes elektródákon feszültséget adva a keltett áramban jelentkeznek az interferenciajelenségek. A legegyszerűbb eszköz, melyben ezen jelenségek megfigyelhetők, az Aharonov–Bohm-gyűrű, mely mindössze egy kétutas áramkörből áll. Egy ilyen eszközben megfigyelhető például az Aharonov–Bohm-jelenség, a vezetőképesség-fluktuáció, a vezetőképesség-kvantum illetve a gyenge lokalizáció jelensége.
A fentiek alapján a mezoszkopikus rendszerekben az elektronok fáziskoherenciája figyelhető meg, hiszen a rendszer nem elég nagy ahhoz, hogy rajta áthaladva az elektron olyan szóródást végezzen, melyben a fázisa véletlenszerű változást szenved. Így ha a koherencia egy mezoszkopikus rendszerben mégis elvész, az lehetővé teszi a koherenciavesztéshez vezető folyamatok vizsgálatát, mint például az elektron-fonon kölcsönhatás miatt fellépő, azaz a hőmérséklet miatti fáziskoherencia-vesztést.

### Szakkönyvek
- Charles Kittel: Bevezetés a szilárdtest-fizikába. Budapest: Műszaki Könyvkiadó. 1981.
- Datta, Supriyo. Electronic Transport in Mesoscopic Systems. Cambridge University Press. DOI: 10.1017/cbo9780511805776 (1995). Hozzáférés ideje: 2017. április 19.
- Haug, Hartmut. Quantum theory of the optical and electronic properties of semiconductors. Singapore u.a: World Scientific (1998). ISBN 981-02-2002-2
- Cahay, M. Quantum confinement VI: nanostructured materials and devices : proceedings of the international symposium. Pennington, N.J: Electrochemical Society (2001). ISBN 1-56677-352-0
- Imry, Yoseph. Introduction to mesoscopic physics. Oxford New York: Oxford University Press (2002). ISBN 978-0-19-850738-3
- Eric Akkermans, Gilles Montambaux. Mesoscopic Physics of Electrons and Photons. Cambridge University Press (2007). ISBN 9781139463997

### Szakfolyóirat-cikkek
- Schoeller, Herbert, Gerd Schön (1994). „Mesoscopic quantum transport: Resonant tunneling in the presence of a strong Coulomb interaction”. Physical Review B 50 (24), 18436–18452. o, Kiadó: Amerikai Fizikai Társaság. DOI:10.1103/physrevb.50.18436. (Hozzáférés: 2017. április 19.)
- Buot, Felix A. (1993). „Mesoscopic physics and nanoelectronics: nanoscience and nanotechnology”. Physics Reports 234 (2-3), 73–174. o, Kiadó: Elsevier. DOI:10.1016/0370-1573(93)90097-w. (Hozzáférés: 2017. május 17.)

### Ismeretterjesztő weblapok
- Transzport nanovezetékekben: Landauer-formula, vezetőképesség-kvantálás. Fizipédia, 2009 (Hozzáférés: 2017. április 15.)
- Interferencia és dekoherencia nanoszerkezetekben. Fizipédia, 2009 (Hozzáférés: 2017. április 15.)

## Fordítás
Ez a szócikk részben vagy egészben  a   Mesoscopic physics című angol Wikipédia-szócikk ezen változatának fordításán alapul.  Az eredeti cikk szerkesztőit annak laptörténete sorolja fel. Ez a jelzés csupán a megfogalmazás eredetét és a szerzői jogokat jelzi, nem szolgál a cikkben szereplő információk forrásmegjelöléseként.